# 斑翅鹪鹩属
斑翅鹪鹩属是雀形目鹪鹩科下的一个属。本屬鳥類分布於中、南美洲一帶，本屬鳥類具有尾短、喙長、腿長等特徵，常躲藏於潮濕森林的地面或附近，很難被發現，但多能以歌聲辨別出來。目前下屬4個物種。

## 命名歷史
本屬由英國鳥類學家奧斯伯特·薩爾文首次於1861年提及，並指明該名稱來自於英國動物學家菲利普·斯克萊特之作品。但斯克萊特的書籍直至1862年才被出版，因此其動物學作者引證有時會被歸於斯克萊特，或者被標示為1862年。
其模式種為1864年由美國鳥類學家斯賓塞·富勒頓·貝爾德指定為彼得·博達爾特於1783年描述的（或作），即斑翅鹪鹩。其屬名是古希臘語的（意為「小的」）及（意為「尾巴」）組成。

## 下属物种
本属包括以下物种：
- 夜莺鹪鹩 Microcerculus philomela (Salvin, 1861)
- 鳞胸鹪鹩 Microcerculus marginatus (Sclater, PL, 1855)
- 笛声鹪鹩 Microcerculus ustulatus Salvin & Godman, 1883
- 斑翅鹪鹩 Microcerculus bambla (Boddaert, 1783)